# Fun with Mr. Future
Pour plus de détails, voir Fiche technique et Distribution.
Fun avec M. Future (ce qui signifie Amusez-vous avec M. Future) est un court métrage d'animation en prise de vue réelle (appelé animation en volume) de Walt Disney Productions réalisé par Darrell Van Citters et sorti en 1982.

## Synopsis
Un audio-animatronic (un robot) ayant l'aspect d'une tête parlante d'Abraham Lincoln (interprêté par Phil Proctor) propose un voyage dans le futur grâce à des animations au style rétro,.

## Fiche technique
Sauf indication contraire, les informations mentionnées dans cette section peuvent être confirmées par la base de données cinématographiques IMDb,  présente dans la section « Liens externes ».
- Titre original : Fun with Mr. Future
- Réalisation : Darrell Van Citters
- Scénario : Michael Giaimo, Ed Gombert, Joe Ranft, Darrell Van Citters
- Producteur : Tad Stones
- Musique : Tom McIntosh
- Montage : Roy M. Brewer Jr.
- Animation
  - Animateur : Chris Buck, Mark Dindal, Mike Gabriel, Dan Haskett, Jay Jackson, John Musker, Frank Thomas
  - Assistant animateur : Pixote Maurice Hunt, Joe Lanzisero, Toby Shelton, Larry White, George Sukara
  - Décors : Tia W. Kratter, Randy Cartwright
  - Layout : Brian McEntee
- Société de production : Walt Disney Productions
- Société de distribution : Buena Vista Pictures
- Pays d'origine :  États-Unis
- Langue originale : anglais
- Format : couleur (Technicolor) - son mono (RCA Photophone)
- Durée : 8 minutes
- Dates de sortie : 
  - États-Unis : 27 octobre 1982

## Distribution
- Vincent Price : Mad Scientist
- Philip Proctor : Mr. Future
- Brian Cummings : Mouse, Lion, Mr. Computer
- Linda Gary : Grandma Scientist
- Little Richard : Goldfish, Dancing Robot, Cat

## Production
À l'origine, Fun with Mr. Future devait être une production télévisuelle spéciale sur le parc à thèmes Epcot produite par Darrell Van Citters, Mike Giamo, Joe Ranft, Mike Gabriel, Tad Stones et Brian McEntee,. À l’époque, cette équipe participe également aux étapes de développement de ce qui deviendra le court métrage d'animation avec Dingo Fou de foot (1987) et le long métrage Qui veut la peau de Roger Rabbit (1988). La direction de Disney décide de mettre en pause le projet télévisuel lié à Epcot mais Thomas L. Wilhite autorise l'équipe à utiliser les images pour en faire un court métrage d'animation. Ce travail marque les débuts en tant que réalisateur de l'animateur Darrell Van Citters.
Le film sort à Los Angeles le 27 octobre 1982. Étrangement, le même jour est diffusé sur CBS la cérémonie d'ouverture d'EPCOT Center, EPCOT Center: The Opening Celebration. Aucune autre projection publique n'a eu lieu jusqu'en octobre 2010, lorsque le Museum of Modern Art de New York l'a présenté dans un programme commémorant la publication du livre de John Canemaker, Two Guys Named Joe. D'après Tad Stones, "[Travailler dessus] était très amusant, mais je ne pourrais même pas vous dire où vous pouvez le trouver maintenant. C'est l'un de ces joyaux que même Disney ignore qu'il possède. Je suis allé à une convention de bandes dessinées et j'ai été surpris de voir des cellulos du film à vendre.